# Phronima bowmani
Phronima bowmani är en kräftdjursart som beskrevs av Chung Kun Shih 1991. Phronima bowmani ingår i släktet Phronima och familjen Phronimidae. Inga underarter finns listade i Catalogue of Life.